# Gonzalo Montiel
Gonzalo Ariel Montiel (n. 1 ianuarie 1997, Virrey del Pino⁠(d), Buenos Aires, Argentina) este un fotbalist profesionist argentinian, care joacă pe postul de fundaș dreapta pentru River Plate în Prima Divizie a Argentinei și este internațional cu naționala Argentinei. El este omul care a adus Cupa Mondială din 2022 Argentinei după ce a executat lovitura decisivă de departajare împotriva Franței.

## Carieră

### River Plate
Montiel și-a început cariera la academia lui River Plate. Pe 30 aprilie 2016, a debutat cu prima echipă la vârsta de 19 ani. A început să adune minute pentru prima echipă în sezonul 2016-17, jucând patru meciuri. Chiar în acel sezon avea să joace un rol important în Copa Argentina. Avea să ridice trofeul după ce a jucat toate meciurile din optimile de finală până în finală, în care echipa sa a învins CA Tucumán. Fundașul a evoluat puternic și în Copa Libertadores, marcând un gol și asistând la trei goluri, jucând fiecare minut din sferturi de finală până în semifinale, unde River Plate a fost învins de Lanús.

### Sevilla
Pe 13 august 2021, clubul spaniol Sevilla din La Liga a anunțat semnarea lui Montiel pe un contract de trei ani.

## Carieră internațională
În martie 2019, Montiel a fost inclus în lotul Argentinei pentru meciurile amicale împotriva Venezuelei și Marocului de către managerul Lionel Scaloni. Pe 22 martie, Montiel a debutat împotriva Venezuelei.
Pe 11 iunie 2021, Montiel a fost unul dintre cei 28 de oameni anunțați de națională de fotbal Argentinei pentru Copa América 2021. A jucat patru din cele șapte meciuri jucate de echipă în turneu, inclusiv finala pe care a trebuit să o părăsească după o intervenție a lui Fred în prima jumătate a jocului.

## Titluri
River Plate
- Primera División argentiniană : 2021
- Copa Argentina : 2015–16, 2016–17, 2018–19
- Supercopa Argentina : 2017, 2019
- Copa Libertadores : 2018
- Recopa Sudamericana : 2016, 2019

Sevilla
- UEFA Europa League: 2022–23[6]

Argentina
- Campionatul Mondial de Fotbal: 2022[7]
- Copa America: 2021, 2024
- CONMEBOL – Cupa Campionilor UEFA 2022